# Ayerbe de Broto
Ayerbe de Broto es un despoblado del Pirineo aragonés y antiguo municipio de España en la provincia de Huesca, actualmente perteneciente al municipio de Broto, en la comarca de Sobrarbe. A su vez, se sitúa en la comarca tradicional de Sobrepuerto. 

## Historia
Despoblado en los años 1970, su acceso está restringido al paso por una propiedad privada y por peligro de derrumbamientos de las distintas casas pertenecientes al casco urbano de Ayerbe de Broto. Actualmente un vecino de Sarvisé que tiene la propiedad de casi todas las casas junto con sus hermanos, está rehabilitando parte del pueblo.

## Demografía

### Localidad
Datos demográficos de la localidad de Ayerbe de Broto desde 1900:
| 82                    | 91 | 87 | 84 | 81 | 73 | 45 | 6 | -- | -- | -- |
| (Fuente: IAEST e INE) |    |    |    |    |    |    |   |    |    |    |

- Datos referidos a la población de derecho.
- No figura en el Nomenclátor desde el año 1981.

### Antiguo municipio
Datos demográficos del municipio de Ayerbe de Broto como entidad independiente:
| 82            | -- | -- | -- | -- | -- | -- | -- | -- |
| (Fuente: INE) |    |    |    |    |    |    |    |    |

- Entre el censo de 1857 y el anterior, este municipio desaparece porque se integra en el municipio de Bergua.
- Datos referidos a la población de derecho.

## Patrimonio
- Iglesia de la Natividad de Nuestra Señora (siglo XVIII).[5]